# Batalla a la costa d'Abkhàzia
La batalla a la costa d'Abkhàzia va ser una batalla naval entre la flota de la Mar Negra russa i quatre o cinc vaixells de la marina de Geòrgia i de la Patrulla de Frontera de la Costa georgiana. Segons fonts russes i ucraïneses, va tenir lloc o el 9 o el 10 d'agost de 2008 en aigües territorials de Geòrgia durant la guerra a Ossètia del Sud de 2008.
No obstant això, fonts georgianes romanen callades en aquest aspecte. Tampoc hi ha terceres fonts independents que confirmin que aquesta batalla ha existit.
Per altra banda, els russos afirmen haver afonat un vaixell, i sí que se sap quins vaixells van ser destruïts a Poti els dies següents a aquesta batalla. Un membre de la tripulació victoriosa va ser entrevistat per la web de notícies ucraïnesa UKP.com, però s'ha provat que algunes de les coses que va dir no eren exactament certes.

## Cronologia
Un dels vaixells georgians va ser afonat per les forces russes i els altres tres van ser obligats a retirar-se. Aquests fets van ocórrer, segons testimonis del portal de comunicació ucraïnès (UPK.com) durant la nit en què les tropes russes van arribar a Otxamtxira, on les tropes havien de trobar-se amb els seus vehicles i subministraments.
Al principi es va informar que el vaixell georgià afonat era el vaixell llançamíssils "Tbilisi". Però ara està documentat que eixe vaixell va ser destruït al port de Poti junt amb l'altre vaixell llançamíssils de la marina georgiana, el "Dioskuria". Les unitats restant, que van ser també destruïts a Poti, són petites patrulleres de la marina georgiana o la policia de costa fronterera. Ara es creu que el vaixell afonat va ser el "Grigoriy Toreli", i les baixes de la batalla van ser tots els seus tripulants.

## Operacions de la marina russa
La marina russa va desplegar dues unitats des de Sebastòpol, una per a imposar un bloqueig naval a Geòrgia (a dos ports: Poti i Batumi), i una altra, composta de tropes amfíbies i assistides pel creuer de guia de míssils "Moskva", al port i estació de tren d'Otxamtxira. Les 4.000 tropes a bord havien de dirigir-se des d'Otxamtxira fins al nord (Vall de Kodori), sud-est (Senaki) i sud (Poti).
Segons fonts russes, el bloqueig tenia com a objectiu "no permetre que armes o suplements militars arribaren a Geòrgia per mar."
Les forces que formaven aquestes unitats eren, entre d'altres, les següents:
- El creuer classe Slava RFS Moskva
- El destructor classe Kashin (millorat) Smetlivy
- La nau d'assalt classe Alligator Saratov.
- Les naus d'assalt classe Ropucha Caesar Kunikov i Yamal.
- Les corbetes antisubmarines classe Albatros Kasimov, Povorino i Suzdalets.
- La corbeta classe Nanuchka Mirazh.
- L'aerolliscador missilístic classe Bora Samum

La unitat septentrional va ser coordinada i llançada des de Sebastòpol, a Ucraïna, port principal de la Flota de la Mar Negra russa.
Mentre que les autoritats georgianes no parlen de cap batalla naval, han donat informació detallada dels danys ocasionats per la flota de la Mar Negra. Segons un informe del Ministeri d'Afers Exteriors georgià, els russos van enviar 4.000 tropes per trobar-se amb el seu exèrcit a Otxamtxira.
Les fonts georgianes també diuen que el creuer rus Moskva va llançar un míssil contra un objectiu terra endins a la vall de Kodori.

## La suposada batalla
Segons els oficials de la flota de la Mar Negra, vaixells de guerra de la Marina georgiana van trencar la "zona de seguretat" imposada per la Marina russa. El Ministeri de Defensa rus va dir que, després de dues incursions dels georgians, les unitats russes van obrir foc, afonant un dels vaixells i forçant els altres tres a retirar-se al port de Poti. Les fonts georgianes no diuen res sobre aquest punt, però oficials abkhazos van confirmar que la batalla va ocórrer a la seva costa.
Segons altres fonts i confirmat per fonts oficials russes, la batalla va ser el 10 d'agost de 2008. Segons aquestes fonts, un vaixell de guerra georgià va ser afonat a 300 metres de la costa per dos míssils P-120 Malakhit, llençats pel vaixell MRK Mirazh. A més, els russos van dir que pensaven que un segon vaixell havia sigut danyat, però per foc de metralladors. Finalment ho van negar. Per afegir més confusió, Rússia va informar, igual que el mariner de l'entrevista, que el vaixell afonat era el vaixell llançamíssils "Tbilisi", però es va provar que aquesta afirmació era falsa. Ara es creu que el vaixell afonat era el vaixell de patrulla Georgiy Toreli, un vaixell dels guardacostes, armat amb dues metralladores de 30 mm.

## Conseqüències
Les forces terrestres russes que van arribar a Otxamtxira van prendre control del port de Poti el 12 d'agost de 2008. Segons el govern georgià, tots els vaixells que estaven allà, la major part dels quals eren de la Policia Guardacostes, van ser destruïts al port per equips de demolició o afonats. Tots els tripulants van ser alliberats il·lesos.
El capità de la corbeta Mirazh, Ivan Dubik, va ser rebut a Moscou pel president rus Dmitri Medvédev, qui el va premiar amb una medalla militar, juntament amb altres membres de les forces armades russes.